# 上戸田
上戸田（かみとだ）は、埼玉県戸田市の町名および大字。現行行政地名は上戸田一丁目から五丁目および大字上戸田。郵便番号は335-0022（蕨郵便局管区）。

## 地理
戸田市の北東部の沖積平野（荒川低地）に位置する。地区内に駅は無いが、JR埼京線戸田駅が最寄り駅となっている。町丁地区は全て住居表示実施地区となっている。一部北東部に住居表示未実施区域の大字地区が残る。

### 地価
住宅地の地価は、2017年（平成29年）1月1日の公示地価によれば、上戸田四丁目12-7の地点で26万3000円/m2となっている。

## 歴史
もとは江戸期より存在した足立郡戸田領に属する上戸田村であった。江戸初期に戸田村より下戸田村とともに分村して成立したという。

### 沿革
- はじめは幕府領で、以降変遷なし[7]。
- 幕末時点では足立郡上戸田村であった。明治初年の『旧高旧領取調帳』の記載によると、代官大竹左馬太郎支配所が管轄する幕府領であった[注釈 3]。
- 1868年（慶応4年）6月19日 - 旧幕府領が武蔵知県事・山田政則（忍藩士）の管轄となる。
- 1869年（明治2年）
  - 1月13日 - 武蔵知県事・宮原忠英の管轄区域に大宮県を設置、同県の管轄となる。県庁は東京府馬喰町に置かれる。
  - 9月29日 - 県庁が浦和に置かれ浦和県に改称。
- 1871年（明治4年）11月13日 - 第1次府県統合により埼玉県の管轄となる。
- 1879年（明治12年）3月17日 - 郡区町村編制法により成立した北足立郡に属す。郡役所は浦和宿に設置。
- 1889年（明治22年）4月1日 - 町村制施行に伴い、上戸田村・下戸田村・新曽村が合併して戸田村が成立する。上戸田村は戸田村の大字上戸田となる。
- 1961年（昭和36年 - 大字上戸田の一部を大字新曽に編入する[7]。
- 1966年（昭和41年）10月1日 - 戸田町が市制施行により、戸田市の大字となる。
- 1968年（昭和43年）11月1日 - 大字上戸田の一部が川岸三丁目および戸田公園の各一部となる。また、大字上戸田の一部が本町一〜五丁目、および南町の各全域となる[9]。
- 1970年（昭和45年）6月1日 - 戸田市大字上戸田の一部から上戸田一丁目〜五丁目が成立[9]。

## 世帯数と人口
2017年（平成29年）10月1日現在の世帯数と人口は以下の通りである。
| 丁目・大字   | 世帯数    | 人口     |
| ------------ | --------- | -------- |
| 上戸田一丁目 | 811世帯   | 1,408人  |
| 上戸田二丁目 | 1,561世帯 | 3,099人  |
| 上戸田三丁目 | 1,238世帯 | 2,641人  |
| 上戸田四丁目 | 1,014世帯 | 2,139人  |
| 上戸田五丁目 | 809世帯   | 1,741人  |
| 上戸田       | 1,064世帯 | 2,626人  |
| 計           | 6,497世帯 | 13,654人 |

## 小・中学校の学区
市立小・中学校に通う場合、学区（校区）は以下の通りとなる。
| 丁目・大字   | 番地 | 小学校                 | 中学校             |
| ------------ | ---- | ---------------------- | ------------------ |
| 上戸田一丁目 | 全域 | 戸田市立戸田第一小学校 | 戸田市立戸田中学校 |
| 上戸田二丁目 | 全域 | 戸田市立戸田第一小学校 | 戸田市立戸田中学校 |
| 上戸田三丁目 | 全域 | 戸田市立戸田第一小学校 | 戸田市立戸田中学校 |
| 上戸田四丁目 | 全域 | 戸田市立戸田第一小学校 | 戸田市立戸田中学校 |
| 上戸田五丁目 | 全域 | 戸田市立戸田第一小学校 | 戸田市立戸田中学校 |
| 上戸田       | 全域 | 戸田市立戸田第一小学校 | 戸田市立新曽中学校 |

## 交通

### 道路
- 国道17号
- 埼玉県道236号新倉蕨線（五差路通り）
- 市役所南通り
- 北大通り
- 市役所通り

## 施設など
一丁目
- 戸田市役所
- 商工会館
- 第一広場
- 元蕨第一公園

二丁目
- 上戸田地域交流センター
- 戸田中央総合健康管理センター
- 福祉センター
- 上戸田保育園
- 光明寺
- 武蔵野銀行
- 東京信用金庫
- 東町公園
- ふれあい広場
- 第二公園

三丁目
- 戸田市立戸田第一小学校
- 戸田市営住宅後谷団地
- 上戸田氷川神社
- 鍛冶谷町公園

四丁目
- 戸田市文化会館
- 後谷公園

五丁目
- 桑の実保育園
- 群馬銀行
- 新田口公園
- 鍛冶谷・新田口遺跡

大字
- 健康福祉の杜
- 男女共同参画センター